# Gitana sarsi
Gitana sarsi är en kräftdjursart som beskrevs av Boeck 1871. Gitana sarsi ingår i släktet Gitana och familjen Amphilochidae. Arten är reproducerande i Sverige. Inga underarter finns listade i Catalogue of Life.